# Single numer jeden w roku 1990 (USA)
Notowanie Billboard Hot 100 przedstawia najlepiej sprzedające się single w Stanach Zjednoczonych. Publikowane jest ono przez magazyn Billboard, a dane kompletowane są przez Nielsen SoundScan w oparciu o cotygodniowe wyniki sprzedaży cyfrowej oraz fizycznej singli, a także częstotliwość emitowania piosenek na antenach stacji radiowych.

## Historia notowania
| Data publikacji | Piosenka                                       | Artysta                          |
| --------------- | ---------------------------------------------- | -------------------------------- |
| 6 stycznia      | "Another Day in Paradise"                      | Phil Collins                     |
| 13 stycznia     | "Another Day in Paradise"                      | Phil Collins                     |
| 20 stycznia     | "How Am I Supposed to Live Without You"        | Michael Bolton                   |
| 27 stycznia     | "How Am I Supposed to Live Without You"        | Michael Bolton                   |
| 3 lutego        | "How Am I Supposed to Live Without You"        | Michael Bolton                   |
| 10 lutego       | "Opposites Attract"                            | Paula Abdul i The Wild Pair      |
| 17 lutego       | "Opposites Attract"                            | Paula Abdul i The Wild Pair      |
| 24 lutego       | "Opposites Attract"                            | Paula Abdul i The Wild Pair      |
| 3 marca         | "Escapade"                                     | Janet Jackson                    |
| 10 marca        | "Escapade"                                     | Janet Jackson                    |
| 17 marca        | "Escapade"                                     | Janet Jackson                    |
| 24 marca        | "Black Velvet"                                 | Alannah Myles                    |
| 31 marca        | "Black Velvet"                                 | Alannah Myles                    |
| 7 kwietnia      | "Love Will Lead You Back"                      | Taylor Dayne                     |
| 14 kwietnia     | "I'll Be Your Everything"                      | Tommy Page                       |
| 21 kwietnia     | "Nothing Compares 2 U"                         | Sinéad O’Connor                  |
| 28 kwietnia     | "Nothing Compares 2 U"                         | Sinéad O’Connor                  |
| 5 maja          | "Nothing Compares 2 U"                         | Sinéad O’Connor                  |
| 12 maja         | "Nothing Compares 2 U"                         | Sinéad O’Connor                  |
| 19 maja         | "Vogue"                                        | Madonna                          |
| 26 maja         | "Vogue"                                        | Madonna                          |
| 2 czerwca       | "Vogue"                                        | Madonna                          |
| 9 czerwca       | "Hold On"                                      | Wilson Phillips                  |
| 16 czerwca      | "It Must Have Been Love"                       | Roxette                          |
| 23 czerwca      | "It Must Have Been Love"                       | Roxette                          |
| 30 czerwca      | "Step by Step"                                 | New Kids on the Block            |
| 7 lipca         | "Step by Step"                                 | New Kids on the Block            |
| 14 lipca        | "Step by Step"                                 | New Kids on the Block            |
| 21 lipca        | "She Ain't Worth It"                           | Glenn Medeiros feat. Bobby Brown |
| 28 lipca        | "She Ain't Worth It"                           | Glenn Medeiros feat. Bobby Brown |
| 4 sierpnia      | "Vision of Love"                               | Mariah Carey                     |
| 11 sierpnia     | "Vision of Love"                               | Mariah Carey                     |
| 18 sierpnia     | "Vision of Love"                               | Mariah Carey                     |
| 25 sierpnia     | "Vision of Love"                               | Mariah Carey                     |
| 1 września      | "If Wishes Came True"                          | Sweet Sensation                  |
| 8 września      | "Blaze of Glory"                               | Jon Bon Jovi                     |
| 15 września     | "Release Me"                                   | Wilson Phillips                  |
| 22 września     | "Release Me"                                   | Wilson Phillips                  |
| 29 września     | "(Can't Live Without Your) Love and Affection" | Nelson                           |
| 6 października  | "Close to You"                                 | Maxi Priest                      |
| 13 października | "Praying for Time"                             | George Michael                   |
| 20 października | "I Don't Have the Heart"                       | James Ingram                     |
| 27 października | "Black Cat"                                    | Janet Jackson                    |
| 3 listopada     | "Ice Ice Baby"                                 | Vanilla Ice                      |
| 10 listopada    | "Love Takes Time"                              | Mariah Carey                     |
| 17 listopada    | "Love Takes Time"                              | Mariah Carey                     |
| 24 listopada    | "Love Takes Time"                              | Mariah Carey                     |
| 1 grudnia       | "I’m Your Baby Tonight"                        | Whitney Houston                  |
| 8 grudnia       | "Because I Love You (The Postman Song)"        | Stevie B                         |
| 15 grudnia      | "Because I Love You (The Postman Song)"        | Stevie B                         |
| 22 grudnia      | "Because I Love You (The Postman Song)"        | Stevie B                         |
| 29 grudnia      | "Because I Love You (The Postman Song)"        | Stevie B                         |